# Aloisie Helceletová
Aloisie Helceletová, křtěná Aloisie Filipína Anna, též Louisa nebo Luisa, rozená Olivová, (6. února 1855 Brno-Zábrdovice – 19. července 1932 Vídeň) byla česká vlastenka, organizátorka ženského emancipačního hnutí na Vyškovsku. Zabývala se rovněž národopisem.

## Život
Narodila se v rodině brněnského měšťana a hostinského Filipa Olivy a jeho manželky Anny rozené Kořínkové. Z několika dětí byla jediná, která se dožila dospělosti. Dne 9. listopadu 1875 se provdala za JUDr. Ctibora Helceleta, právníka a později poslance Zemského sněmu a Říšské rady. V roce 1878 se s manželem přestěhovali do Vyškova. Zde se zapojila do kulturního a společenského života. Byla členkou Ženské vzdělávací jednoty Vlasta a v letech 1889–1896 její předsedkyní.
Po smrti manžela v roce 1904 odešla do Vídně, kde žila u dcery. Vyškov ale nadále pravidelně navštěvovala, naposledy zde byla v roce 1929. Byla matkou deseti dětí.

## Národopis
V roce 1892 spoluorganizovala první Národopisnou výstavku ve Vyškově.